# Ariake Colosseum
Ariake Colosseum (有明コロシアム, Ariake Koroshiamu) is een overdekte sportarena in het Ariake Tennis Forest Park (有明テニスの森公園, Ariake Tenisu no Mori Kōen) gelegen in de wijk Ariake, in de Japanse stad Koto. Het biedt plaats aan 10.000 toeschouwers. De arena wordt gebruikt als center court voor het Tennistoernooi van Tokio, dat wordt georganiseerd in het Ariake tennispark. Het is een accommodatie met een schuifbaar dak.

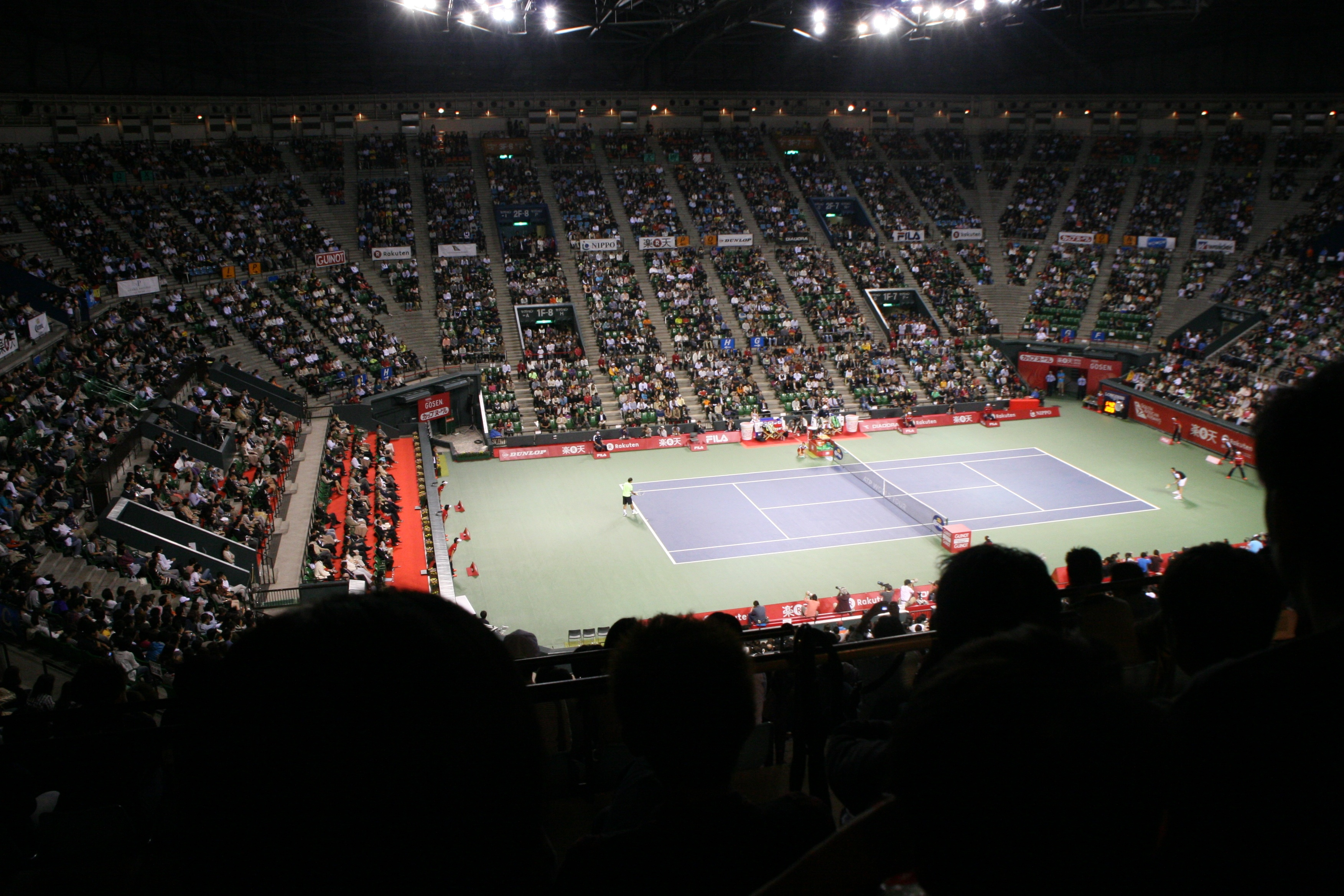

In het verleden is het ook gebruikt voor:
- het WTA-toernooi van Nichirei (1990–1996)
- het WTA-toernooi van Toyota (1997–2002)
- Tokio Apache basketbal (2005–2009)
- de FIVB World Grand Prix (2006–2007)
- de FIVB World League (2008–2009)

De accommodatie bood in 2021 onderdak aan de tenniswedstrijden op de Olympische Zomerspelen van 2020.